# Glomeris aurita
Glomeris aurita är en mångfotingart som beskrevs av Carl Ludwig Koch 1847. Glomeris aurita ingår i släktet Glomeris och familjen klotdubbelfotingar. Inga underarter finns listade i Catalogue of Life.